# Bemba (folk)
Bemba är ett bantufolk i nordöstra Zambia och södra Kongo-Kinshasa som omfattar ungefär 40 olika klaner. De uppgår till omkring 2,8 miljoner personer, men bembaspråket, icibemba, som är ett bantuspråk, aanvänd som lingua franca i Zambia och förstås därför av ungefär halva landets befolkning. Majoriteten är kristna.
Enligt muntliga traditioner kom bembafolket ursprungligen från Katangaprovinsen i nuvarande Kongo-Kinshasa. De har gemensamma förfäder med luba och lundafolken. På 1800-talet var bemba ett mäktigt krigarfolk som expanderade och lade under sig sitt nuvarande område. De leddes av hövdingar, så kallade chitimukuler, och andra ledare med upplevd andlig och religiös kraft. Det traditionella bembasamhället är indelat i klaner, och makten ligger hos "krokodilklanen". Samhället är matrilinjärt uppbyggt.
Bembafolkets traditionella huvudnäring är jordbruk, men en stor del av den manliga befolkningen arbetar i gruvorna i Zambias kopparbälte. Bembafolket spelade en aktiv roll i nationaliströrelsen i Zambia och i landets politiska liv efter självständigheten 1964.